# 椿郵便局 (徳島県)
椿郵便局（つばきゆうびんきょく）は、徳島県阿南市にある郵便局。民営化前の分類では無集配特定郵便局であった。

## 概要
住所：〒779-1750 徳島県阿南市椿町庄田101-19

## 沿革
- 2006年（平成18年）10月16日 -  福井郵便局へ集配業務を移管、無集配局となる。郵便番号を779-1799から779-1750に変更[1]。
- 2007年（平成19年）10月1日 - 民営化に伴い、郵便局株式会社椿郵便局となる。
- 2012年（平成24年）10月1日 - 日本郵便株式会社発足に伴い、日本郵便株式会社椿郵便局となる。

## 取扱内容
- 郵便、印紙、ゆうパック、内容証明
- 貯金、為替、振替、振込、国債
- 生命保険、バイク自賠責保険
- 地方公共団体事務（阿南市入場券の販売）
- ゆうちょ銀行ATM

## 周辺
- 阿南市立椿町中学校

## アクセス
- JR牟岐線 阿波福井駅から車。
- 徳島バス 横尾停留所下車徒歩。
- 徳島県道287号福井椿泊加茂前線沿い
- 駐車場:4台